# Balthasar Schneider
Balthasar Schneider (* 27. November 1984 in Egg) ist ein ehemaliger österreicher Skispringer.

## Werdegang
Schneider gab sein internationales Debüt zur Saison 1999/00 im Skisprung-Continental-Cup. Bereits in seiner ersten Saison erreichte er mit 60 Punkten Rang 127 der Gesamtwertung. In der folgenden Saison 2000/01 verbesserte er sich mit 97 Punkten auf Platz 92 der Gesamtwertung.
Am 1. Februar 2001 startete Schneider im Rahmen der Junioren-Weltmeisterschaft 2001 im polnischen Karpacz. Im Teamspringen von der Normalschanze sicherte er sich gemeinsam mit Stefan Kaiser, Manuel Fettner und Florian Liegl hinter dem finnischen Team die Silbermedaille, während er im Einzel Zehnter wurde. Am 4. Januar 2002 gab Schneider im Rahmen der Vierschanzentournee 2001/02 in Innsbruck erstmals zu einem Weltcup-Einsatz im Rahmen der Nationalen Gruppe. Als 41. auf der Bergiselschanze und auch als 33. auf der Paul-Außerleitner-Schanze in Bischofshofen verpasste Schneider jedoch erste Weltcup-Punkte.
Bei den Nordischen Junioren-Skiweltmeisterschaften 2002 in Schonach im Schwarzwald wiederholte er gemeinsam mit Fettner, Christoph Strickner und Christian Nagiller den Silbermedaillen-Erfolg von der Normalschanze. Im Einzelspringen belegte Schneider den 19. Platz. Auf der Zaō-Schanze in Yamagata gewann Schneider wenig später seinen ersten Continental Cup. Auch im zweiten Springen stand er als Dritter wieder auf dem Podium.
Beim Sommer-Grand-Prix 2002 gelang Schneider in Lahti zweimal ein gutes Resultat unter den besten zehn. Trotz dieses Erfolgs startete er zu Beginn der Saison 2002/03 erstmals im Continental Cup, bevor er nach guten Resultaten in St. Moritz, Engelberg und Seefeld in Tirol im Januar in den Weltcup-Kader. Bereits in seinem ersten Springen im Rahmen der Vierschanzentournee 2002/03 in Innsbruck stand er als 14. am Ende deutlich in den Punkterängen. Auch in Hakuba und Sapporo erreichte er die Punkteränge. Im Februar wechselte Schneider zurück in den Continental Cup. Dabei sprang er auf Anhieb in Braunlage wieder als Dritter aufs Podium. Zu Beginn der Saison 2003/04 kam Schneider zurück in den A-Kader und erreichte überraschend in Kuusamo als 13. eine gute Top-20-Platzierung. Nachdem er wenige Tage später in Trondheim an den Punkterängen gescheitert war, ging er erneut zurück in den Continental Cup. Im Februar und März 2004 gelangen ihm ausnahmslos in allen Springen Platzierungen unter den besten zehn, darunter auch sechs Podestplätze.
Zu Beginn der Saison 2004/05 gelangen Schneider in Rovaniemi seine nächsten beiden Siege. Zudem bestieg er in Lahti ebenfalls das Podest. Nachdem er im Januar beim Continental Cup in Bischofshofen im ersten Springen auf Rang zwei landete, gelang ihm im zweiten Springen sein insgesamt vierter Sieg. Bis zu seinem fünften Sieg vergingen zwei weitere Jahre mit durchwachsenen Ergebnissen. Mit der Saison 2006/07 bestritt Schneider seine erfolgreichste Saison. So sicherte er sich in Westby und Iron Mountain seine Einzelsiege sechs und sieben und am Ende der Saison den Continental-Cup-Gesamtsieg. Daraufhin wechselte er zum Ende der Saison erneut in den Weltcup und sprang in Oslo auf einen sehr guten 12. Platz.
Nachdem Schneider beim Sommer-Grand-Prix 2007 gute Platzierungen verpasst hatte, ging er im September und schließlich auch zum Beginn der Saison 2007/08 erneut im Continental Cup an den Start. Dabei konnte Schneider in den folgenden Jahren jedoch nicht an den Erfolg der Saison 2006/07 anknüpfen. Auch bei vereinzelten Starts im Weltcup gelang ihm nicht mehr der Durchbruch. Sein letztes Springen bestritt Schneider im Januar 2011 in Bischofshofen.
Am 13. Juni 2012 verkündete Balthasar Schneider die Beendigung seiner aktiven Karriere. Er kündigte an, sich zukünftig der Förderung seines jüngeren Bruders, Sepp Schneider sowie dem Nordischen Skisport in Vorarlberg zu widmen.
Sein weitester Sprung gelang ihm am 7. März 2004 beim Skifliegen in Vikersund auf 216,5 Meter. Diese Weite galt bis zum 24. März 2021 als Vorarlberger Landesrekord.

## Erfolge

### Weltcup-Platzierungen
| Saison  | Platz | Punkte |
| ------- | ----- | ------ |
| 2002/03 | 57.   | 25     |
| 2003/04 | 57.   | 20     |
| 2004/05 | 52.   | 43     |
| 2005/06 | 68.   | 09     |
| 2006/07 | 43.   | 59     |
| 2007/08 | 66.   | 15     |

### Continental-Cup-Platzierungen
| Saison  | Platz | Punkte |
| ------- | ----- | ------ |
| 1999/00 | 127.  | 060    |
| 2000/01 | 092.  | 097    |
| 2001/02 | 033.  | 310    |
| 2002/03 | 013.  | 489    |
| 2003/04 | 002.  | 924    |
| 2004/05 | 002.  | 800    |
| 2005/06 | 015.  | 376    |
| 2006/07 | 001.  | 702    |
| 2007/08 | 004.  | 580    |
| 2008/09 | 012.  | 475    |
| 2009/10 | 075.  | 051    |
| 2010/11 | 054.  | 119    |

### Schanzenrekorde
| Ort       | Land       | Weite               | aufgestellt am | Rekord bis     |
| --------- | ---------- | ------------------- | -------------- | -------------- |
| Innsbruck | Österreich | 125,0 m (HS: 130 m) | 3. Jänner 2002 | 3. Jänner 2002 |